# Dithiocarbamate

Allgemeine Struktur der Dithiocarbamate

Als Dithiocarbamate (auch Dithiourethane genannt) werden Ester und Salze (bzw. deren Derivate) der Dithiocarbamidsäure bezeichnet. Sie sind Dischwefelanaloga der Carbamate. Ihre allgemeine Struktur ist R1–N(–R2)–C(=S)–S–R3, wobei R1, R2 und R3 für austauschbare Reste stehen. Sie werden häufig in der Landwirtschaft als Fungizide, Herbizide und Insektizide, in der chemischen Industrie aber auch als Vulkanisationsbeschleuniger eingesetzt. Sie sind im Allgemeinen sowohl in Wasser als auch (mit wenigen Ausnahmen) in gebräuchlichen organischen Lösungsmitteln schlecht löslich. Sie entstehen bei der Reaktion von Kohlenstoffdisulfid mit Ammoniak und primären und sekundären Aminen.

## Synthese
Dithiocarbamate bilden sich aus Isothiocyanaten und Thioalkoholen durch eine Additionsreaktion:

## Derivate
- Dazomet C5H10N2S2, wird als Pflanzenschutzmittel eingesetzt
- Disulfiram (TETD) C10H20N2S4, wird zur Behandlung von Alkoholismus und als und Vulkanisationsbeschleuniger eingesetzt
- Dithiocarb C5H10NS2Na, wird als Chelator eingesetzt
- Ferbam C9H18FeN3S6, wird als Fungizid eingesetzt
- Mancozeb C4H6MnN2S4;C4H6ZnN2S4, wird als Fungizid eingesetzt
- Maneb C4H6N2S4·Mn, wird als Fungizid eingesetzt
- Metam[3] C2H5NS2 bzw. Metam-Natrium C2H5NS2Na, wird als Fungizid, Herbizid und Nematizid eingesetzt
- Methylmetiram[4] C10H20N5S8Zn, wird als Fungizid eingesetzt
- Metiram C16H33N11S16Zn3 Mischfällung, wird als Fungizid eingesetzt
- Nabam C4H6N2Na2S4, wird als Herbizid, Algizid und Fungizid verwendet
- Propineb (C5H8N2S4Zn)x, wird als Fungizid eingesetzt
- Thiram (TMTD) C6H12N2S4, wird als Fungizid und Vulkanisationsbeschleuniger eingesetzt
- Zineb C4H6N2S4Zn, wird als Fungizid eingesetzt
- Ziram C6H12N2S4Zn, wird als Fungizid und Vulkanisationsbeschleuniger eingesetzt